# Ultra-ATA

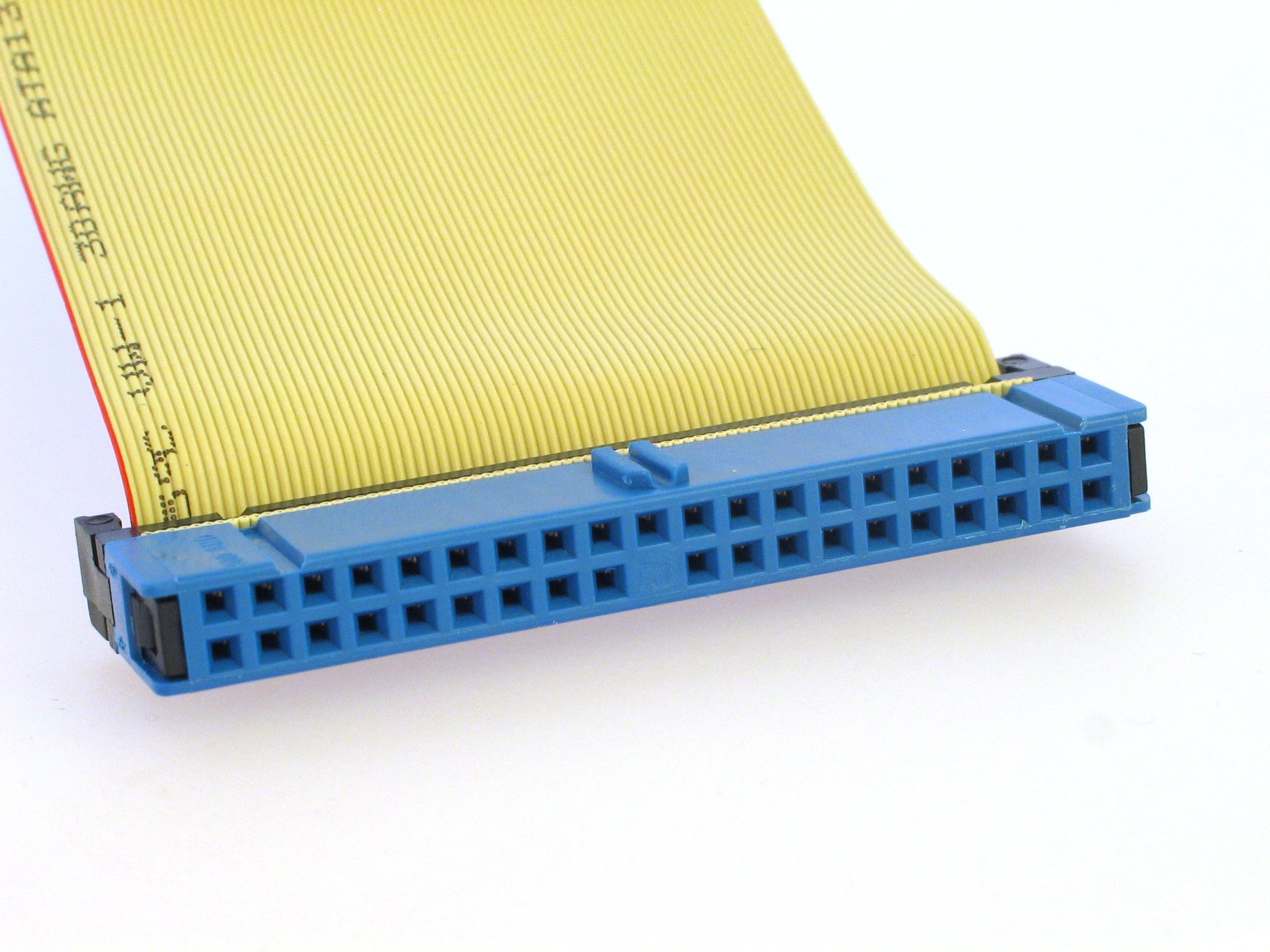
Un connecteur ATA.

Pour les articles homonymes, voir ATA.
L'Ultra-ATA est un protocole régissant les transferts de données entre les disques durs de type E-IDE et la carte mère.

## Variantes
Après l'Ultra-ATA 33, parfois appelé Ultra-DMA33, autorisant un débit maximal de 33 Mo/s en rafale, il y a eu l'Ultra-DMA66 qui avait doublé ce taux de transfert. À ce format les disques durs furent aussi rapides que les disques durs SCSI qui bénéficiaient depuis longtemps d'une avance au niveau des performances sur les taux de transfert. Il a existé ensuite trois autres normes ATA, l'Ultra-DMA100, l'Ultra-DMA133 et l'Ultra-DMA150.

## Avenir
Ces interfaces sont appelées à disparaître dans les prochaines années avec la généralisation du Serial ATA. Elles se font d'ailleurs de plus en plus rares sur les cartes mères (2007).